# Quercus segoviensis
Quercus segoviensis Liebm. – gatunek rośliny z rodziny bukowatych (Fagaceae Dumort.). Występuje naturalnie na obszarze od Meksyku po Nikaraguę. 

## Morfologia
PokrójZimozielone drzewo dorastające do 8–20 m wysokości. Kora ma szaropomarańczową barwę, jest szorstka.
LiścieBlaszka liściowa ma odwrotnie jajowaty lub eliptyczny kształt. Mierzy 10–22 cm długości oraz 5–12 cm szerokości, jest całobrzega lub falista na brzegu, ma niemal sercowatą nasadę i ostry wierzchołek. Ogonek liściowy jest nagi i ma 3–7 mm długości.
OwoceOrzechy zwane żołędziami o jajowatym kształcie, dorastają do 12–20 mm długości i 8–14 mm średnicy. Osadzone są pojedynczo w miseczkach o półkulistym kształcie, które mierzą 7–12 mm długości i 11–20 mm średnicy. Orzechy otulone są miseczkami w 30–65% ich długości.

## Biologia i ekologia
Rośnie w lasach mieszanych. Występuje na wysokości od 600 do 1500 m n.p.m. Kwitnie od kwietnia do maja, natomiast owoce dojrzewają od czerwca do sierpnia.